# Église Saint-Brice d'Orroir
Pour les articles homonymes, voir Église Saint-Brice.
L'église Saint-Brice est une église paroissiale située dans le hameau d'Orroir, commune du Mont-de-l'Enclus, en Belgique. Elle se trouve sur la Place d'Orroir, bordée d'un cimetière. 

## Histoire
Une église se trouvait déjà à cet emplacement au VIIe siècle, cependant l'église actuelle date d'une reconstruction entre 1836 et 1838 dans un style néoclassique. 

## Description
Il s'agit d'une église en brique à trois nefs avec une tour ouest semi-encastrée et un chœur à abside semi-circulaire. La tour carrée à flèche octogonale est enserrée par les retours des collatéraux. Six grandes fenêtres éclairent les bas-côté. Dans la façade se trouvent deux niches contenant des statues de saints, de la Vierge à l'Enfant et de Saint Laurent, réalisées en 1867 par Hyppolite Van Hove.
À l'intérieur, la nef est limitée par deux rangées de colonnes toscanes. Ils sont coiffés de chapiteaux corinthiens.  